# Acalypha mairei
Acalypha mairei är en törelväxtart som först beskrevs av Augustin Abel Hector Léveillé, och fick sitt nu gällande namn av Camillo Karl Schneider. Acalypha mairei ingår i släktet akalyfor, och familjen törelväxter.

## Underarter
Arten delas in i följande underarter:
- A. m. mairei
- A. m. schneideriana